# تیگران ناقدالیان
تیگران هوهانسی ناقدالیان (ارمنی: Տիգրան Հովհաննեսի Նաղդալյան زاده ۸ ژوئن ۱۹۶۶ - درگذشته ۲۸ دسامبر ۲۰۰۲) روزنامه‌نگار اهل ارمنستان که در سال ۲۰۰۱ به عنوان رئیس شورای رادیو و تلویزیون دولتی ارمنستان برگزیده شد. 

## زندگی‌نامه
ناقدالیان همچنین برنده مدال موسس خورناتسی شد. 
وی میزبان برنامه خبری هفتگی بود که در آن از روبرت کوچاریان برای ریاست جمهوری در پیش در ماه فوریه دفاع کرده بود. 
در آن تیگران ناقدالیان در اواخر روز یکشنبه ۲۸ دسامبر ۲۰۰۲ در نزدیکی خانه پدری‌اش در ایروان به ضرب گلوله مجروح شد و سپس به بیمارستان منتقل شد و در اتاق عمل جراحی در سن ۳۶ سالگی درگذشت. معمای قتل وی تاکنون حل نشده است.

## نگارخانه

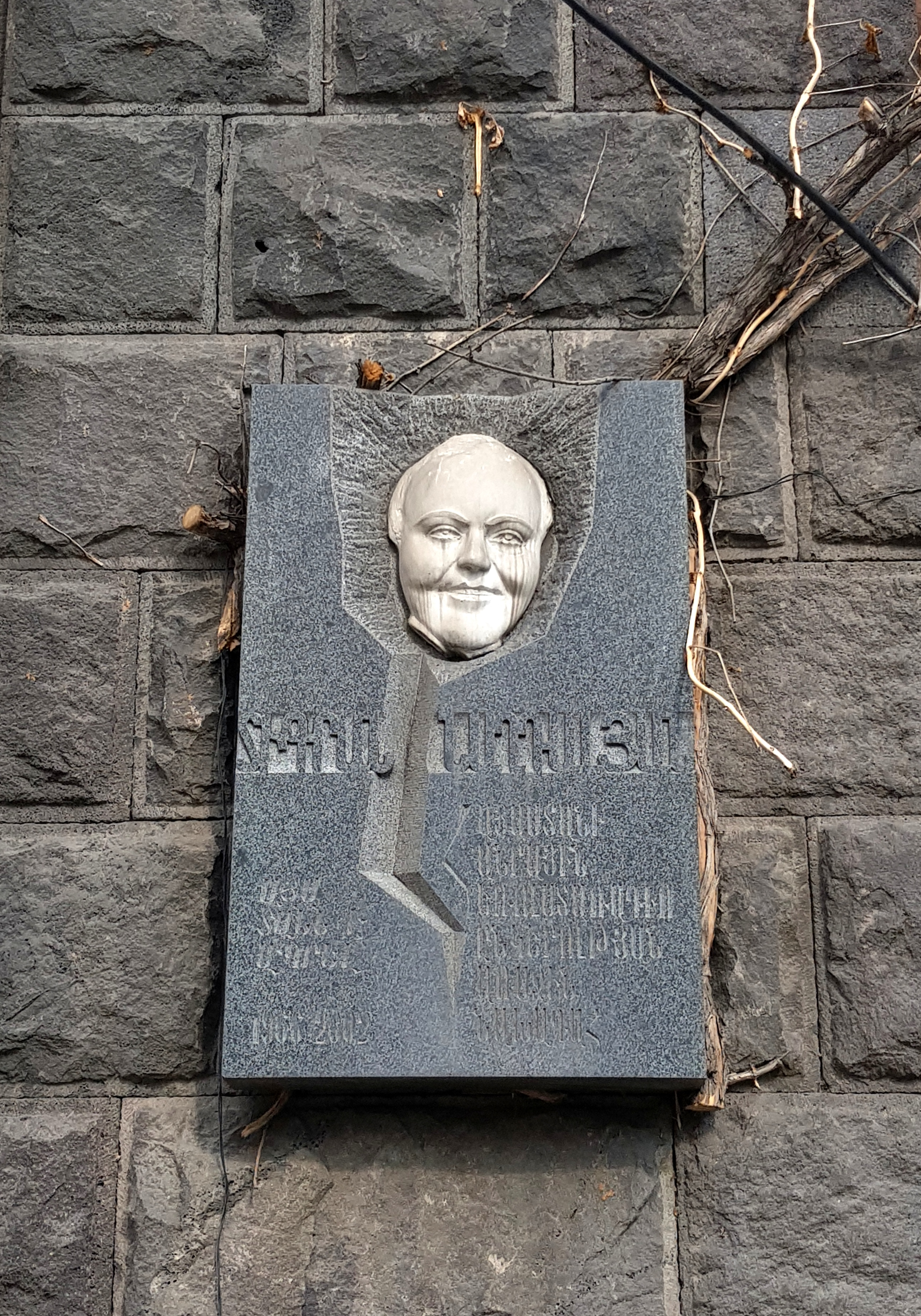